# Hamdan al-Kamali
Hamdan Ismaeel Mohamed al-Kamali (arabisch حمدان إسماعيل محمد الكمالي, DMG Ḥamdān Ismāʿīl Muḥammad al-Kamālī; * 2. Mai 1989 in Abu Dhabi) ist ein Fußballspieler aus den Vereinigten Arabischen Emiraten.

## Karriere

### Verein
Aus der U17 von al-Wahda kommend, stieg er im Sommer 2006 in den Kader der ersten Mannschaft auf und kam danach in seiner ersten Saison auf neun Einsätze. In den folgenden Spielzeiten war er anschließend noch reger im Einsatz und gewann in der Saison 2009/10 dann mit seinem Team auch die Meisterschaft.
Anfang Januar 2012 wurde er für ein halbes Jahr nach Frankreich zu Olympique Lyon verliehen, welchen auch eine Kaufoption angeboten wurde. Dort kam er dann aber nur für die B-Mannschaft in der vierten Liga zum Einsatz und erzielte bei acht Einsätzen ein Tor. Zur Saison 2012/13 stand er somit zurück im Kader von al-Wahda, wo er nun bis zum Ende der Saison 2019/20 weiter Teil der Mannschaft verblieb. Mit dieser gewann er dann in der Spielzeit 2016/17 noch einmal den nationalen Pokal.
Danach verließ er zur Spielrunde 2020/21 schließlich seinen Jugendklub und wechselte ligaintern zu Shabab al-Ahli, mit welchen er dann in den nächsten Jahren einmal den Pokal und die Meisterschaft gewann, wobei er bei letzterer in keinem Spiel zum Einsatz kam. Seit der Saison 2022/23 ist er mittlerweile an al-Nasr ausgeliehen.

### Nationalmannschaft
Von 2006 bis 2009 bestritt er einige Spiele mit der U20-Nationalmannschaft und gewann mit dieser hier die Asienmeisterschaft 2008.
Seine Karriere in der A-Nationalmannschaft begann dann kurz danach auch. Sein erster bekannter Einsatz war am 27. Dezember 2008 bei einem 2:2-Freundschaftsspiel gegen den Irak. Anfang des nächsten Jahres war er dann auch beim Golfpokal 2009 dabei und wurde hier in zwei Spielen eingesetzt. Danach wurde er in den folgenden Jahren auch in der Qualifikation für die Asienmeisterschaft 2011 und die Weltmeisterschaft 2010 sowie einigen Freundschaftsspielen eingesetzt. Auch beim Turnier der Asienspiele 2010 war er dabei und holte mit seinem Team hier die Silbermedaille.
Sein erstes großes Turnier, war dann die Endrunde der Asienmeisterschaft 2011, wo er in allen drei Gruppenspielen seiner Mannschaft dann auch eingesetzt wurde. Nach weiteren Qualifikationsspielen für die Weltmeisterschaft 2014, gehörte er im Sommer 2012 auch mit zur Olympiaauswahl für die Spiele 2012 und wurde dort beim Turnier auch eingesetzt.
Anfang 2013 ging es für ihn dann weiter beim Golfpokal 2013, er wieder einmal zwei Einsätze in der Gruppenphase bekam. Am Ende gewann seine Mannschaft hier den Titel. Nach der erfolgreichen Qualifikation gehörte er dann auch mit zum Kader bei der Asienmeisterschaft 2015, wo er weitere zwei Gruppenspieleinsätze bekam. Hier wurden es nun aber immer weniger Einsätze und nach ein paar Einsätzen in Freundschaftsspielen im Jahr 2016, folgten noch unter anderem zwei Qualifikationsspiele für die Weltmeisterschaft 2018. Bei der Asienmeisterschaft 2019 fehlte er dann und wurde erst im August 2019 erstmals wieder eingesetzt. Nach einem Spiel der Qualifikation für die Weltmeisterschaft 2022, war sein bislang letztes Länderspiel dann der 3:0-Gruppenspielsieg über den Jemen im Golfpokal 2019.